# Gordon, Ohio
Gordon là một làng thuộc quận Darke, tiểu bang Ohio, Hoa Kỳ. Năm 2010, dân số của làng này là 212 người.

## Dân số
- Dân số năm 2000: 190 người.
- Dân số năm 2010: 212 người.